# Groupe d'astronautes 10

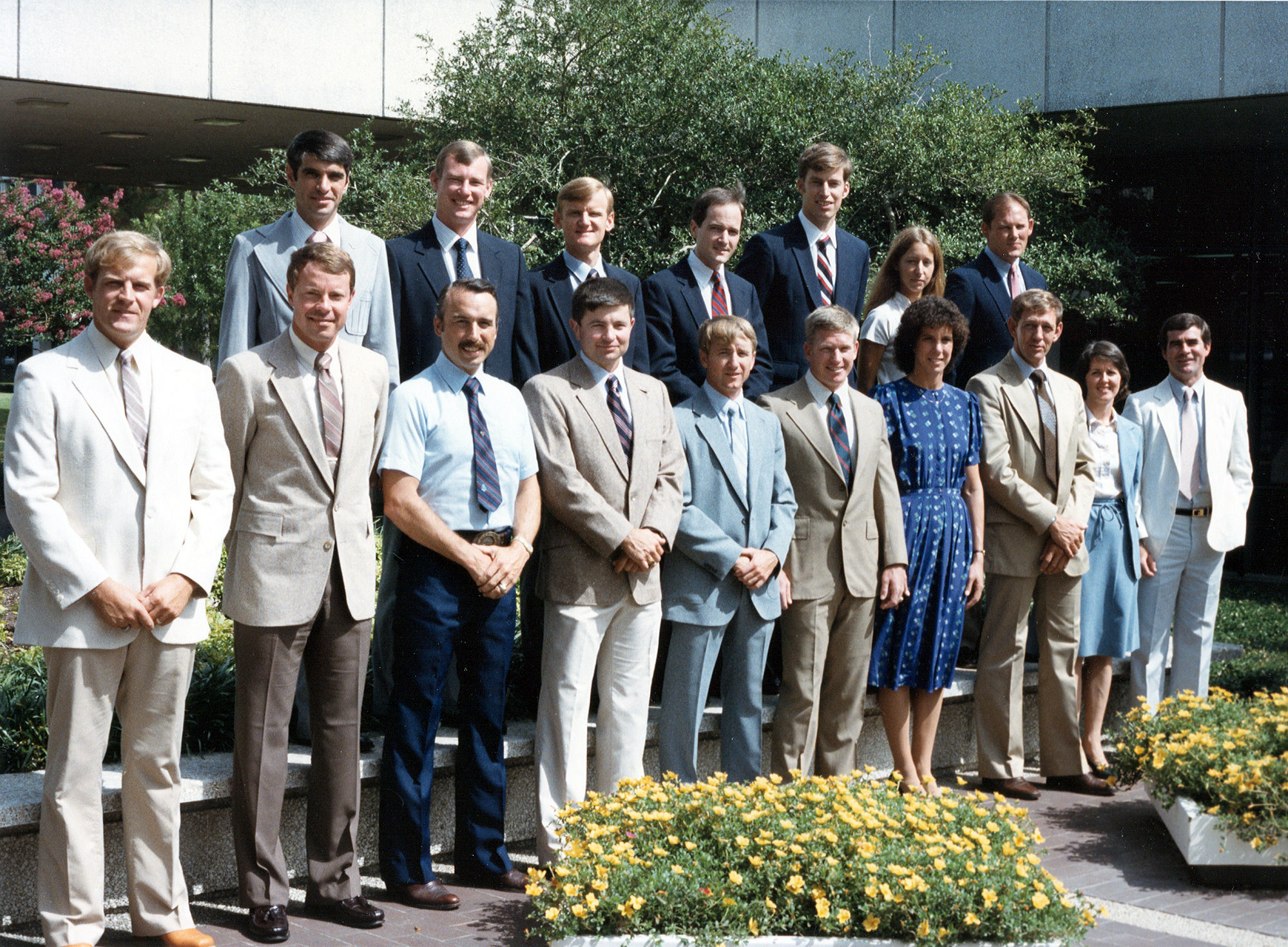
Photographie des membres du Groupe d'astronautes 10

Le groupe d'astronautes 10 de la NASA (surnommé « The Maggots ») est un groupe de 17 astronautes sélectionnés en 1984 et composés de sept pilotes et de dix spécialistes de mission. Bien que sélectionnés en 1984, aucun membre du groupe n'a volé avant 1988 (William Shepherd, mission STS-27) en raison de l'accident de la navette spatiale Challenger et de l'interruption du programme qui en a résulté. 

## Premières réalisations
Dans ce groupe, un nombre important de premières pour des vols habités américains ont été atteints :
- Premier astronaute hispanique d'origine américaine et premier hispanique pilote et commandant de navette : Sidney Gutierrez (5 juin 1991, STS-40)
- Premier commandant de la Station spatiale internationale : William Shepherd (31 octobre 2000, Expédition 1)
- Première personne à commander cinq missions spatiales et plus grande personne dans l'espace : James Wetherbee (23 novembre 2002, STS-113)
- Premier sous-marinier dans l'espace : Michael McCulley (18 octobre 1989, STS-34)

## Membres du groupe

### Pilotes
- Kenneth D. Cameron (né en 1949), U.S. Marine Corps (3 vols)

STS-37 Atlantis — Avril 1991 — Pilote — Placement en orbite du Compton Gamma Ray Observatory
STS-56 Discovery — Avril 1993 — Commandant — ATLAS-2, expériences d'observation solaire, premier contact radio entre la navette spatiale et Mir
STS-74 Atlantis — Novembre 1995 — Commandant — Deuxième amarrage à Mir et quatrième mission Shuttle-Mir
- John H. Casper (né en 1943), U.S. Air Force (4 vols)

STS-36 Atlantis — Février 1990 — Pilote — Mission classifiée du département de la Défense des États-Unis, déploiement de USA-53 (Misty)
STS-54 Endeavour — Janvier 1993 — Commandant — Placement en orbite de TDRS-6 (en)
STS-62 Columbia — Mars 1994 — Commandant — Ensemble d'expériences de microgravité USMP-02 et charge utile OAST-2
STS-77 Endeavour — Mai 1996 — Commandant — Mission Spacehab
- Frank L. Culbertson, Jr. (né en 1949), U.S. Navy (5 vols)

STS-38 Atlantis — Novembre 1990 — Pilote — Mission classifiée du département de la Défense des États-Unis, déploiement d'un satellite-espion
STS-51 Discovery — Septembre 1993 — Commandant — Déploiement d'Advanced Communications Technology Satellite
STS-105 Discovery — Août 2001 — Spécialiste de mission — Mission à la Station spatiale internationale, rotation des équipages et livraison du MPLM Leonardo
Expédition 3 — Août–Décembre 2001 — Commandant
STS-108 Endeavour — Décembre 2001 — Spécialiste de mission — Mission à la Station spatiale internationale, rotation des équipages et livraison du MPLM Raffaello
- Sidney M. Gutierrez (né en 1951), U.S. Air Force (2 vols)

STS-40 Columbia — Juin 1991 — Pilote — Mission Spacelab
STS-59 Endeavour — Avril 1994 — Commandant — Observations radar SRL-1
- L. Blaine Hammond, Jr. (né en 1952), U.S. Air Force (2 vols)

STS-39 Discovery — Avril 1991 — Pilote — Première mission non classifiée du département de la Défense des États-Unis
STS-64 Discovery — Septembre 1994 — Pilote — Observations de la Terre et du Soleil, première sortie dans l'espace sans câble depuis STS-51-A
- Michael J. McCulley (né en 1943), U.S. Navy (1 vol)

STS-34 Atlantis — Octobre 1989 — Pilote — Déploiement de la sonde Galileo vers Jupiter
- James D. "Wxb" Wetherbee (né en 1952), U.S. Navy (6 vols)

STS-32 Columbia — Janvier 1990 — Pilote — Récupération du Long Duration Exposure Facility, déploiement du Syncom IV-F5
STS-52 Columbia — Octobre 1992 — Commandant — Déploiement de LAGEOS-II, ensemble d'expériences en microgravité USMP-01
STS-63 Discovery — Février 1995 — Commandant — Premier rendez-vous entre la Navette spatiale américaine et Mir, seconde mission Shuttle-Mir, première mission de la navette avec une femme pilote
STS-86 Atlantis — Septembre 1997 — Commandant — Septième amarrage à Mir
STS-102 Discovery — Mars 2001 — Commandant — Mission à la Station spatiale internationale, rotation des équipages et livraison du MPLM Leonardo
STS-113 Endeavour — Novembre 2002 — Commandant — Mission à la Station spatiale internationale, rotation des équipages et livraison de la Poutre P1, dernière mission de navette réussie avant l'accident de la navette spatiale Columbia

### Spécialistes de mission
- James C. Adamson (né en 1946), U.S. Army (2 vols)

STS-28 Columbia — Août 1989 — Spécialiste de mission — Mission classifiée du département de la Défense des États-Unis, déploiement de USA-40 et USA-41
STS-43 Atlantis — Août 1991 — Spécialiste de mission — Déploiement de TDRS-5 (en)
- Ellen S. Baker (né en 1953), Physician (3 vols)

STS-34 Atlantis — Octobre 1989 — Spécialiste de mission — Déploiement de la sonde Galileo vers Jupiter
STS-50 Columbia — Juin 1992 — Spécialiste de mission — Mission du laboratoire en microgravité USML-1, première utilisation de l'Extended Duration Orbiter (en) et premier atterrissage de Columbia au Centre spatial Kennedy
STS-71 Atlantis — Juin 1995 — Spécialiste de mission — Premier amarrage avec Mir, troisième mission Shuttle-Mir, rotation de l'équipage de Mir
- Mark N. Brown (né en 1951), U.S. Air Force (2 vols)

STS-28 Columbia — Août 1989 — Spécialiste de mission — Mission classifiée du département de la Défense des États-Unis, déploiement de USA-40 et USA-41
STS-48 Discovery — Septembre 1991 — Spécialiste de mission — Déploiement de Upper Atmosphere Research Satellite
- Manley L. "Sonny" Carter, Jr. (1947–1991), U.S. Navy (1 vol)

STS-33 Discovery — Novembre 1989 — Spécialiste de mission — Mission classifiée du département de la Défense des États-Unis, déploiement de USA-48, premier lancement nocturne depuis l'accident de la navette spatiale Challenger
- Marsha S. Ivins (né en 1951), Ingénieur (5 vols)

STS-32 Columbia — Janvier 1990 — Spécialiste de mission — Récupération du Long Duration Exposure Facility, déploiement du Syncom IV-F5
STS-46 Atlantis — July 1992 — Spécialiste de mission — Déploiement de European Retrievable Carrier, expériences sur satellite captif
STS-62 Columbia — Mars 1994 — Spécialiste de mission — Ensemble d'expériences de microgravité USMP-02 et charge utile OAST-2
STS-81 Atlantis — Janvier 1997 — Spécialiste de mission — Troisième amarrage avec Mir, cinquième mission Shuttle-Mir, rotation de l'équipage de Mir
STS-98 Atlantis — Février 2001 — Spécialiste de mission — Mission à la Station spatiale internationale, installation du module Destiny
- Mark C. Lee (né en 1952), U.S. Air Force (4 vols)

STS-30 Atlantis — Mai 1989 — Spécialiste de mission — Déploiement de la sonde Magellan vers Vénus
STS-47 Endeavour — Septembre 1992 — Commandant de la charge utile — Mission Spacelab, premier astronaute japonais à voler dans la navette, première femme afro-américaine dans l'espace, premier couple marié dans l'espace
STS-64 Discovery — Septembre 1994 — Spécialiste de mission — Observations de la Terre et du Soleil, première sortie dans l'espace sans câble depuis STS-51-A
STS-82 Discovery — Février 1997 — Spécialiste de mission — Seconde mission d'entretien du télescope spatial Hubble
- George David Low (1956–2008), Ingénieur (3 vols)

STS-32 Columbia — Janvier 1990 — Spécialiste de mission — Récupération du Long Duration Exposure Facility, déploiement du Syncom IV-F5
STS-43 Atlantis — Août 1991 — Spécialiste de mission — Déploiement de TDRS-5 (en)
STS-57 Endeavour — Juin 1993 — Spécialiste de mission — Récupération de European Retrievable Carrier, mission Spacehab
- William M. Shepherd (né en 1949), U.S. Navy (6 vols)

STS-27 Atlantis — Décembre 1988 — Spécialiste de mission — Mission classifiée du département de la Défense des États-Unis, déploiement de USA-34 (Lacrosse-1)
STS-41 Discovery — Octobre 1990 — Spécialiste de mission — Déploiement de la sonde Ulysses en orbite polaire du Soleil
STS-52 Columbia — Octobre 1992 — Spécialiste de mission — Déploiement de LAGEOS-II, ensemble d'expériences en microgravité USMP-01
Soyouz TM-31 — Octobre 2000 — Ingénieur de vol — Premier vaisseau Soyouz à s'amarrer à la Station spatiale internationale
Expédition 1 — Novembre 2000-Mars 2001 — Commandant — Premier équipage de longue durée de la Station spatiale internationale
STS-102 Discovery — Mars 2001 — Spécialiste de mission — Mission à la Station spatiale internationale, rotation des équipages et livraison du MPLM Leonardo
- Kathryn C. Thornton (né en 1952), Physicienne (4 vols)

STS-33 Discovery — Novembre 1989 — Spécialiste de mission — Mission classifiée du département de la Défense des États-Unis, déploiement de USA-48, premier lancement nocturne depuis l'accident de la navette spatiale Challenger
STS-49 Endeavour — Mai 1992 — Spécialiste de mission — Premier vol d’Endeavour, récupération et re-lancement d'Intelsat 603
STS-61 Endeavour — Décembre 1993 — Spécialiste de mission — Première mission d'entretien du télescope spatial Hubble
STS-73 Columbia — Octobre 1995 — Spécialiste de mission — Mission du laboratoire en microgravité USML-2
- Charles Veach (1944–1995), U.S. Air Force (2 vols)

STS-39 Discovery — Avril 1991 — Spécialiste de mission — Première mission non classifiée du département de la Défense des États-Unis
STS-52 Columbia — Octobre 1992 — Spécialiste de mission — Déploiement de LAGEOS-II, ensemble d'expériences en microgravité USMP-01